# Camptotypus obiensis
Camptotypus obiensis är en stekelart som först beskrevs av Schulz 1906.  Camptotypus obiensis ingår i släktet Camptotypus och familjen brokparasitsteklar. Inga underarter finns listade.